# El puente de los suspiros (película de 1964)
El puente de los suspiros (título en italiano: Il ponte dei sospiri) es una coproducción hispano-italiana del género denominado de capa y espada estrenada en 1964, dirigida por Carlo Campogalliani (en el que fue su último film) y Piero Pierotti.
Se trata de una adaptación cinematográfica de la novela homónima del escritor francés Miguel Zévaco.

## Sinopsis
Celosos de su fama y éxito, los enemigos de un capitán veneciano le acusan de asesinato, por lo que es condenado a muerte por el Consejo de los Diez. Pero el hombre logra escapar y regresa a Venecia para encontrar a los culpables, demostrar su inocencia y reclamar su honor manchado. De hecho, el capitán será reintegrado y recibirá una disculpa del Dux, que lo pone al frente de un ejército contra los turcos. Además, el Dux le prometió a su hermosa hija en matrimonio.

## Reparto
- Brett Halsey ... Rolando Candiano
- Gianna Maria Canale ... Imperia
- Burt Nelson ... Scalabrino
- Conrado San Martín ... Capitán Altieri
- Vira Silenti ... Leonora
- José Marco Davó ... Bembo Altieri
- José Nieto ... Dandolo
- Perla Cristal	...	Juana
- Jean Murat ... Candiano
- Paolo Gozlino	... Capitán Lorenzi
- Nino Persello
- Andrea Bosic ...	Davila
- Rafael Alcántara
- Juan Cazalilla
- Lilly Darelli ...	Bianca
- Manuel de Juan
- Manuel Guitián
- Ricardo G. Lilló
- Nello Pazzafini ... Bepi
- Bruno Scipioni